# 432
Період падіння Західної Римської імперії. У Східній Римській імперії триває правління Феодосія II. У Західній правління Валентиніана III, значна частина території окупована варварами, зокрема в Іберії утворилося Вестготське королівство. У Китаї правління династії Лю Сун. В Індії правління імперії Гуптів. У Японії триває період Ямато. У Персії править династія Сассанідів.
На території лісостепової України Черняхівська культура. У Північному Причорномор'ї готи й сармати. Історики VI століття згадують плем'я антів, що мешкало на території сучасної України приблизно з IV сторіччя. З'явилися гуни, підкорили остготів та аланів й приєднали їх до себе.

## Події
- При Равенні Флавій Аецій зазнав поразки в битві зі своїм конкурентом Боніфацієм. Проте смертельно поранений Боніфацій помер через кілька днів. Флавій Аецій утік до гунів у Далмацію.
- Військовим магістром Західної Римської імперії став зять Боніфація Себастьян.
- Ватажок гунів Ругіла об'єднує племена в Угорській низовині. Східна Римська імперія виплачує йому щорічну данину за збереження миру.
- У Римі завершилося будівництво базиліки Санта Сабіна.
- 44-м Папою Римським став Сікст III.

## Померли
- Целестін I, Папа Римський.